# Valerij Tjkalov
Valerij Tjkalov (russisk: Валерий Чкалов) er en sovjetisk film fra 1941 af Michail Kalatosov.

## Medvirkende
- Vladimir Belokurov som Valerij Tjkalov
- Mikheil Gelovani som Joseph Stalin
- Semjon Mezjinskij som Sergo Ordzhonikidze
- Ksenija Tarasova som Olga Tjkalova
- Vasilij Vanin som Pasja